# Cabaret Mechanical Theatre
Il Cabaret Mechanical Theatre è un'associazione inglese, costituita da un gruppo di artisti, che organizza in tutto il mondo mostre sugli automi contemporanei. Fondato da Sue Jackson, il gruppo ebbe un ruolo centrale nel rilancio degli automi a cominciare dagli anni 1970 in poi e Jackson sostenne l'idea che gli automi fossero da considerare come una forma di arte contemporanea.
Il Cabaret Mechanical Theater è stato fondato nel 1979 a Falmouth, in Cornovaglia, dove Jackson ha incoraggiato gli artisti locali Peter Markey, Paul Spooner e Ron Fuller a produrre automi per la sua bottega "Cabaret". Il negozio divenne uno spazio espositivo e la collezione si trasferì a Covent Garden, nel centro di Londra, nel 1984, rimanendo lì fino al 2000 quando i costi lo costrinsero a chiudere. Un altro artista che ha collaborato con l'associazione è Keith Newstead.
Parte della collezione Cabaret Mechanical Theater rimane in mostra all'American Visionary Arts Museum a Baltimora, nel Maryland.